# Kanton Barrême
Kanton Barrême (franc. Canton de Barrême) – kanton w okręgu Digne-les-Bains w departamencie Alpy Górnej Prowansji (franc. Alpes-de-Haute-Provence) w regionie Prowansja-Alpy-Lazurowe Wybrzeże (franc. Provence-Alpes-Côte d’Azur). W jego skład wchodzi 8 gmin:
- Barrême
- Blieux
- Chaudon-Norante
- Clumanc
- Saint-Jacques
- Saint-Lions
- Senez
- Tartonne[3]

W kantonie w 2012 roku zamieszkiwało 1270 osób.